# Судиславль (пристанційне селище)
Судиславль (рос. Судиславль) — залізнична станція в Судиславському районі Костромської області Російської Федерації.
Населення становить 230 осіб. Входить до складу муніципального утворення Судиславське сільське поселення.

## Історія
У 1936-1944 року населений пункт перебував у складі Ярославської області. Від 1944 належить до Костромської області.
Від 2007 року входить до складу муніципального утворення Судиславське сільське поселення.

## Населення
1. Н/Д[2]